# Ariane 1
Ariane 1 – europejska rakieta nośna; pierwsza z rodziny Ariane; pierwsza udana europejska rakieta nośna. Powstała po fiasku projektu rakiety Europa 2. Prace projektowe zaczęły się w lipcu 1973. Trwały osiem lat i kosztowały około 2 mld ECU (kurs z 1986).
Wyniosła na orbitę m.in. sondę Giotto.

## Chronologia startów
1. 24 grudnia 1979, 17:14 GMT; s/n L01; miejsce startu: Kosmodrom Kourou (ELA-1), Gujana Francuska
Ładunek: CAT 1; Uwagi: start udany – lot testowy
2. 23 maja 1980, 14:29 GMT; s/n L02; miejsce startu: Kosmodrom Kourou (ELA-1), Gujana Francuska
Ładunek: Firewheel, Feuerrad 1, Feuerrad 2, Feuerrad 3, Feuerrad 4, Amsat Phase 3A, CAT 2; Uwagi: start nieudany – niestabilność spalania w 1. członie
3. 19 czerwca 1981, 12:32 GMT; s/n L03; miejsce startu: Kosmodrom Kourou (ELA-1), Gujana Francuska
Ładunek: Meteosat 2, Apple, CAT 3; Uwagi: start udany
4. 20 grudnia 1981, 01:29 GMT; s/n L04; miejsce startu: Kosmodrom Kourou (ELA-1), Gujana Francuska
Ładunek: MARECS A, CAT 4; Uwagi: start udany
5. 9 września 1982, 02:12 GMT; s/n L05; miejsce startu: Kosmodrom Kourou (ELA-1), Gujana Francuska
Ładunek: MARECS B, Sirio 2; Uwagi: start nieudany – awaria turbopompy 3. członu
6. 16 czerwca 1983, 11:59 GMT; s/n L06; miejsce startu: Kosmodrom Kourou (ELA-1), Gujana Francuska
Ładunek: ECS 1, Oscar 10; Uwagi: start udany
7. 19 października 1983, 00:45 GMT; s/n L07; miejsce startu: Kosmodrom Kourou (ELA-1), Gujana Francuska
Ładunek: Intelsat 5 F7; Uwagi: start udany
8. 5 marca 1984, 00:50 GMT; s/n L08; miejsce startu: Kosmodrom Kourou (ELA-1), Gujana Francuska
Ładunek: Intelsat 5 F8; Uwagi: start udany
9. 24 maja 1984, 01:33 GMT; s/n V09; miejsce startu: Kosmodrom Kourou (ELA-1), Gujana Francuska
Ładunek: Spacenet F1; Uwagi: start udany
10. 2 lipca 1985, 11:23 GMT; s/n V14; miejsce startu: Kosmodrom Kourou (ELA-1), Gujana Francuska
Ładunek: Giotto; Uwagi: start udany
11. 22 lutego 1986, 01:44 GMT; s/n V16; miejsce startu: Kosmodrom Kourou (ELA-1), Gujana Francuska
Ładunek: SPOT 1, Viking; Uwagi: start udany